# Cole Strange
Devin Cole Strange (geboren am 31. Juli 1998 in Knoxville, Tennessee) ist ein US-amerikanischer American-Football-Spieler auf der Position des Guards. Er spielte College Football für die University of Tennessee at Chattanooga und wurde im NFL Draft 2022 von den New England Patriots ausgewählt.

## College
Strange besuchte die Farragut High School in Knoxville, Tennessee und wuchs im Vorort Lenoir City auf. An der Highschool spielte er Football als Outside Linebacker und als Tight End. Ab 2016 ging er auf die University of Tennessee at Chattanooga, um College Football für die Chattanooga Mocs in der NCAA Division I Football Championship Subdivision (FCS) zu spielen. Aufgrund einer Verletzung legte Strange zunächst ein Redshirtjahr ein. Am College wechselte er seine Position und spielte fortan in der Offensive Line, in der Saison 2017 kam er in 10 Spielen zum Einsatz, davon sechsmal als Starter auf der Position des Left Guards. In den folgenden vier Jahren war Strange Stammspieler, meistens als Left Guard. Aufgrund der COVID-19-Pandemie erhielt er ein zusätzliches Jahr Spielberechtigung und durfte insgesamt fünf Jahre lang am College spielen, in denen er 49 Spiele bestritt, davon 44 als Starter. Strange wurde dreimal in das All-Star-Team der Southern Conference gewählt und gewann zweimal den Jacobs Blocking Award als bester Blocker seiner Conference. Nach Abschluss seiner College-Karriere wurde er zum Senior Bowl eingeladen.

## NFL
Strange wurde im NFL Draft 2022 an 29. Stelle von den New England Patriots ausgewählt. Damit ist er der am frühesten in einem NFL Draft ausgewählte Spieler von Chattanooga. Die Auswahl von Strange in der ersten Runde galt für Analysten und Experten als überraschend, da vor dem Draft erwartet worden war, dass Strange in der späten zweiten oder dritten Runde ausgewählt werden würde. Er bestritt in seiner ersten NFL-Saison alle 17 Spiele als Starter auf der Position des Left Guards. Am achten und am neunten Spieltag wurde Strange jeweils vorübergehend für Isaiah Wynn ausgewechselt, behielt aber in der Folge seine Rolle als Stammspieler. Wegen einer Knieverletzung verpasste Strange vier Spiele zu Beginn der Saison, zudem fehlte er die letzten drei Spiele verletzungsbedingt. Strange bestritt 10 Spiele als Starter auf der Position des Left Guards.